# Lázár Miklós (kanonok)
Kőődi Lázár Miklós (Nádudvar, 1814. december 24. – Nagyvárad, 1885. január 6.) költő, iskolaigazgató, nagyváradi plébános és tiszteletbeli kanonok.

## Élete
Nemes szülők gyermeke. A négy latin és a szónoklati osztályt Nagyváradon, a költészetit Kassán, a bölcseletet a nagyváradi királyi akadémián végezte. 1832-ben a nagyvárad megyei növendékpapok sorába iktatták. Teológiai tanulmányainak befejezése után 1836-ban a püspöki irodában nyert alkalmazást és az év végén a szentszék iktatójává nevezték ki. Szabad óráit a német nyelv tanulására fordította. 1838. január 1-jén áldozópappá szenteltetett fel és Szilágysomlyóra, majd még azon évben Újpalotára küldték káplánnak. 1839 júniusában Nagyváradra helyeztetett át, ahol főnöke, a művelt Baricz Mihály, megkedveltette vele a római irodalom remekeit. Ez időben tanulmányozta barátjával, Hoványi Ferenccel az olasz és francia nyelvet; együtt tervezték a nagyváradi egyházirodalmi papegyletet, melynek Hoványi elnökévé és Lázár titkárává választatott. 1842-ben főnöke halála után nagyváradi ideiglenes plébános-helyettes lett. 1841-ben a váradolaszi kápláni állomást töltötte be. Ez időben Bihar vármegye közgyűlésein mint szónok szerepelt. 1845-ben Debrecenben lett káplán. A szabadságharc leküzdése után 1849. november 24-én vád alá vétetett, de 1850. július 10-én a haditörvényszék a kereset alól fölmentette, mire szabadon bocsátották. Ezután állás nélkül maradván, a német és francia nyelv elemeiből és egyéb tantárgyakból magánórákat adott. 1852-ben Mezőpeterden, 1865-ben Nagyváradon lett lelkész és 1868-tól a nagyváradi I. sz. káptalan tiszteletbeli tagja volt.
Az 1840-es években a Nemzeti Ujságban előbb Ködi, azután Frère de Marie név alatt az egyház és fennálló rend mellett harcolt. A Katholikus Néplapban és az 1847-ben megindított Katholikus Naptárban költeményeket közölt; a Religióban Ohati név alatt a debreczeni templom keletkezéséről, annak múltjáról és jelenéről több cikket írt; az 1850-es években a Religión és a Katholikus Néplapon kívül a Családi Lapokba (1854., 1856.), a Magyar Sajtóba (1856. 97. sz. Adópénz és 200. sz. Ének a Mária-Czelli bold. szűz anyához c. költ.), a Kelet Népébe (186. Jézus a világ megváltója ...); a Magyar Sionba (1878-79. költem.) írt; a Népiskolai Tanügyben (1881. 6. sz. Beszéde a nagyváradi ujvárosi kath. néptanoda megnyitási ünnepélyén); a Magyar Koronában (1882. 322. sz. XXXVI. zsoltár.)

## Munkái
- Örömének mélt. és főt. bezdédi és kis-bábai báró Bémer László úr. a nagyváradi 1. sz. püspöki megye főpásztorának névünnepére 1844. Nagyvárad.
- Szívhangok. Főm. és főt. Waldenburg-Schillingsfürsti herczeg Hohenlobe Sándor nagyváradi nagyprépostnak magas névünnepére 1845. Uo. (Költ.)
- Ömlengés főt. Győrffy László úrnak Keresztelő sz. Jánosról czímzett budai prépostnak ... egykori tanítójának tiszteletére 1845. Uo. (Költ.)
- Háladal. főt. Tholdi Molnár Péter ... nagyváradi prépostnak ... a legjobb főnöknek tiszteletére. Debreczen, 1847. (Költ.)
- Tisztelet hangjai. Mélt. Delinger János ... dulciniai vál. püspök... tiszteletére. Uo. 1848. (Költ.)
- Sok boldog új esztendőt kiván mélt. és főt. Szaniszló Ferencz nagyváradi 1. sz. megyés püspök úr ő nagyságának. Nagyvárad, 1852. (Költ.)
- Isten hozott! főt. Szilasy János úrnak, kanonoki székébe iktatása ünnepélyére. Uo. 1852. (Költ.)
- A bizalom. Főt. Csermák Manó ... kanonoki székébe igtatása ünnepélyére. Uo. 1852. (Költ.)
- A hittan hű kezelője. Főt. Rácsek János ... kanonoki székébe igtatása ünnepélyére. Uo. 1852. (Költ.)
- Szilárdság. Főt. Schwarczl Ferenc... kanonok ... tiszteletére. Uo. 1852. (Költ.)
- A költő. Főt. Huzly Károly ...nagyváradi prépostnak ... préposti székébe ikgtatása ünnepélyére. Uo. 1852. (Költ.)
- A jó pásztor. Főt. Harcsarik György ... kanonoki székébe igtatása ünnepélyére. Uo. 1852. (Költ.)
- Isten hű képmása. Horányinak oct. 4-re mint pappá lett szenteltetése ünnepére. Uo. 184. (Költ.)
- Vallásos költeményei. Pest, 1857.
- Ujabb költeményei. Uo. 187. (A nagyváradi egyházmegyei kántortanítók keletkező nyugdíjalapjának javára kiadta egy emberbarát.)

## Álnevei
Ködi, Frére de Marie.